# Elvershausen
Elvershausen ist ein Ortsteil von Katlenburg-Lindau im Landkreis Northeim, Südniedersachsen. Mit rund 700 Einwohnern erstreckt sich der Ort über eine Fläche von 7,6 km².

## Geschichte
1082 wurde „Alwardeshusen“ erstmals urkundlich erwähnt. Der Name leitet sich von Alphard (Elfhard) her, einem germanischen Schutzheiligen für Quellen, Bäche und Flüsse. Da jedes der Täler Elvershausens durch Auswaschung entstanden ist und die meisten noch heute von Bächen durchflossen sind, ist der Name insofern passend. In der Dorfmitte lag ein Sumpfgebiet, der Pump, in dem es heute noch einige feuchte Wiesen gibt.
Die Gründung Elvershausens ging vermutlich mit der Christianisierung der Region einher: Nachdem Karl der Große nach 800 n. Chr. die sächsischen Stammesfürsten – zumeist gewaltsam – unterworfen hatte, sorgten diese dafür, dass auch ihre Untertanen zum neuen Glauben konvertierten.
Man nimmt an, dass zu dieser Zeit die Elvershäuser Burg auf dem Hopfenberg errichtet wurde, und dass die Menschen die tiefer in den Wäldern gelegenen Siedlungen, wie z. B. Hoinhagen, verließen, um sich unter den Schutz des Elvershäuser Burgherren zu begeben. Sicher nachweisbar ist ein Ritter aus Elvershausen im Jahre 1270, der damals auf einer Burg oberhalb des Dorfes wohnte. Die damaligen Herren waren ein Zweig der Herren von Söse, die 1542 ausstarben. Vermutlich entstand etwa zu dieser Zeit auch der erste Kirchenbau. In das 16. Jahrhundert fällt auch ein Besitznachweis der Fürsten zu Grubenhagen. In einer Urkunde vom 24. August 1518 bezeugt Herzog Philipp I., dass er Güter sowohl in als auch in der Feldmark zu Elvershausen besitzt und diese fortan an seinen Verwandten Herzog Albrecht (Albrechte Herthogen) als Lehen aufträgt. Eine weitere Erwähnung der Güter Philipps folgt knapp acht Jahre später. Am 18. Februar 1526 verspricht Philipp, dass das Vorwerk und Gut zu Elvershausen, im Falle seines und des Todes seiner Frau, an die Herren von Oldershausen als Erblehen übertragen werden soll.
In der Neuzeit gehörte Elvershausen mit den Dörfern Denkershausen, Edesheim, Hohnstedt, Langenholtensen und Vogelbeck zum Amt Brunstein.
Während des Zweiten Weltkriegs wurde an der Rhume ein Scheinflugplatz errichtet, der 1940 durch die Royal Air Force bombardiert wurde, wobei auch mehrere Häuser beschädigt wurden. Später kam es zu weiteren Luftangriffen. Den Elvershäuser Bauern wurden französische und polnische Kriegsgefangene und Ostarbeiterinnen zugewiesen, die bei der Bewirtschaftung der Höfe helfen mussten. Am 12. April 1945 besetzten amerikanische Streitkräfte Elvershausen und übergaben die Polizeigewalt an die ehemaligen französischen Kriegsgefangenen der Bauern. Diese verhafteten heimkehrende Soldaten und übergaben sie den Amerikanern.
Seine besondere Bedeutung bekam Elvershausen durch seine Lage inmitten von ausgedehnten Waldgebieten einerseits und der nach der Einmündung von Oder und Söse hier kraftvoll fließenden Rhume andererseits. Im 18. Jahrhundert waren in Elvershausen mehrere Floßmeister ansässig, die Bauholz auf der Rhume und Leine bis Hannover flößten. Andere betrieben hier einen bedeutenden Holzhandel, und auch das Zimmereihandwerk spielte eine große Rolle. 1910 entstand an der Rhume beim Unterdorf eine noch heute wichtige Anlage zur Stromerzeugung, die durch einen künstlichen Seitenkanal der Rhume, dem Mühlengraben, angetrieben wird. Ebenfalls zur Anlage gehört eine Wehranlage am südöstlichen Ortsrand, durch die ein Teil des Flusswassers in den Kanal abgezweigt wird. An der Einmündung des Mühlengrabens in die Rhume am südwestlichen Ortsrand befindet sich ein Hochwassermeldepegel des Niedersächsischen Landesbetriebes für Wasserwirtschaft, Küsten- und Naturschutz (NLWKN).
Am 1. März 1974 wurde Elvershausen in die neue Gemeinde Katlenburg-Lindau eingegliedert.

## Politik

### Ortsrat
Der Ortsrat von Elvershausen setzt sich aus 9 Ratsmitgliedern der folgenden Parteien bzw. Wählergruppen zusammen:
- Bürgerliste Elvershausen (BL): 9 Sitze

(Stand: Kommunalwahl 2021)

### Ortsbürgermeister
- Ortsbürgermeister: Frank Sander (SPD)
- 1. stellv. Ortsbürgermeister: Bernd Wedemeyer (SPD)
- 2. stellv. Ortsbürgermeister: Wilhelm Schütte (parteilos)

(Quelle:)

### Wappen
| Wappen von Elvershausen | Blasonierung: „Im geteilten Schild oben in Silber zwei unbewurzelte grüne Tannen, unten in Blau ein goldenes Floß aus fünf Stämmen.“ |
| Wappen von Elvershausen | Wappenbegründung: Elvershausen ist bekannt als Flößerort. Von hier sind Holztransporte einst auf dem Wasser nach Hannover gegangen. Heute findet die Bevölkerung immer noch wesentlichen Verdienst in der Holzfuhr und am Holzgewerbe. Daran sollen die Tannen erinnern. |

## Kultur und Sehenswürdigkeiten

### Bauwerke

#### Baudenkmale
- In der Liste der Baudenkmale in Katlenburg-Lindau sind für Elvershausen sieben Baudenkmale aufgeführt.

#### Kirche St. Valentini
Direkt neben dem Dorfgemeinschaftshaus steht die evangelische Kirche „St. Valentini“. Sie wurde 1519 erbaut und erhielt 1710 eine Renovierung. Sie erhielt spitzbogige Fenster und Türen, Strebepfeiler, eine Holzdecke sowie einen, an der Westseite angelegten, Glockenturm. Das Kirchenschiff ist rechteckig und endet mit einem halbkreisförmigen Chor. Während über der früheren Haupttür ein männlicher Kopf angebracht wurde, prangt an der Südseite ein Pflugeisen. Die Kirchenbücher datieren bis auf das Jahr 1640 zurück, in der Agende lassen sich Prediger bis in die Reformation finden. Elvershausen, das seit 2000 gemeinsam mit den Nachbardörfern Berka, Hammenstedt und Marke die Kirchengemeinde „Michaelis im Rhumetal“ der Evangelisch-lutherischen Landeskirche Hannovers bildet, hält zudem noch ein Pfarrhaus mit Pfarrwohnung, Gemeindesaal und Jugendraum bereit. In der Zeit von 1989 bis 2010 wirkte Pastor i. R. Wolf-Dieter Haardt in Elvershausen.

#### Orgel

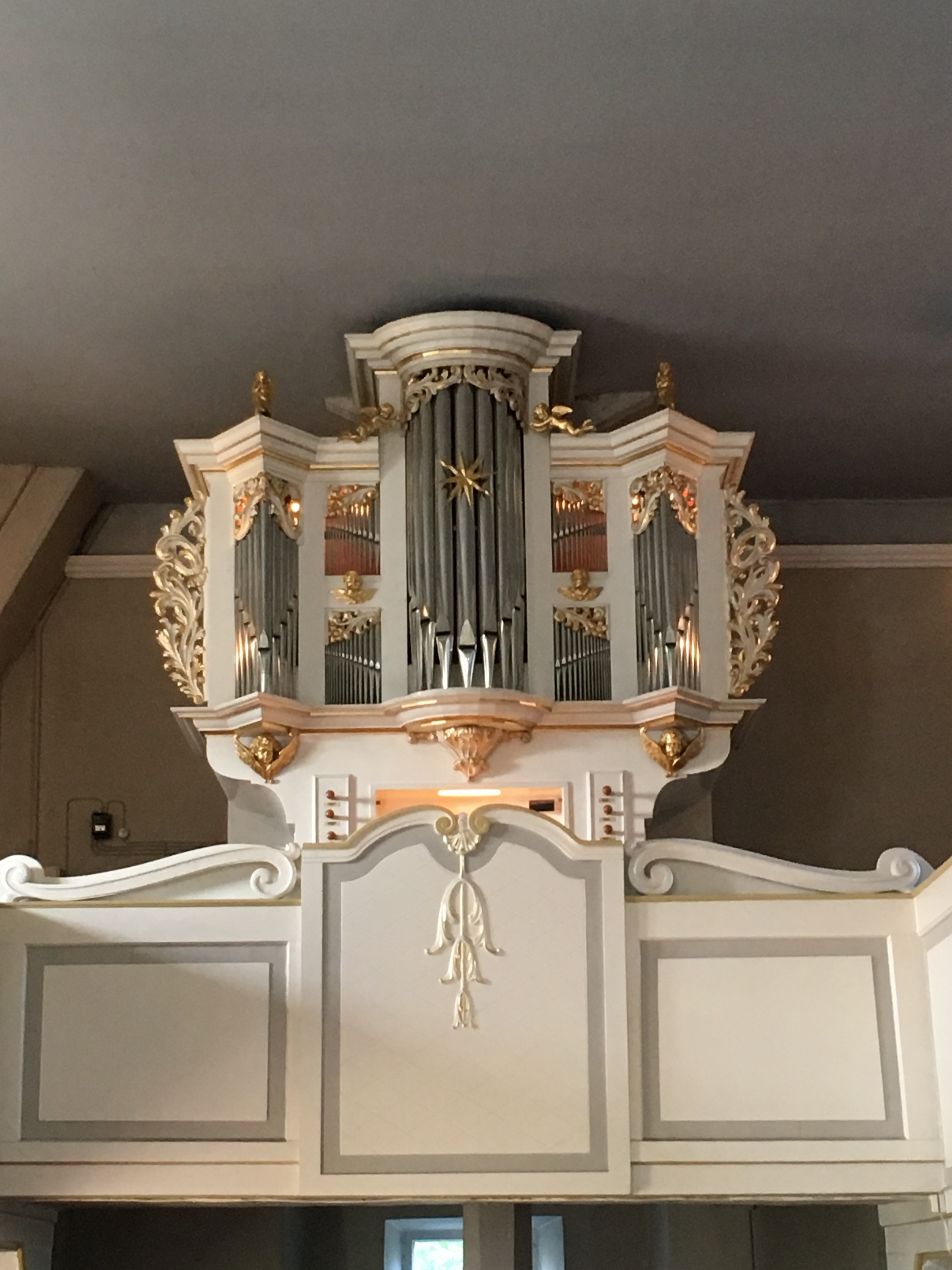
Orgel Elvershausen

Die Orgel von St. Valentini wurde 1963 von der Hildesheimer Orgelbauwerkstatt gefertigt und besitzt einen barocken Prospekt, der von der Vorgängerorgel stammt. Das Werk verfügt über ein Manual und ein Pedal sowie als besonderes Register über einen Cymbelstern. Die Disposition lautet:
| I Hauptwerk C–f3       |       |
| Gedackt                | 8′    |
| Praestant              | 4′    |
| Rohrflöte              | 4′    |
| Octav                  | 2′    |
| Sesquialter II (ab a°) |       |
| Mixtur III             | 1 ⁄3′ |

| Pedal C–d1   |     |
| Subbaß       | 16′ |
| Principalbaß | 8′  |
| Octavbaß     | 4′  |

- Koppeln: I/P
- Cymbelstern

### Vereine
Die Ortschaft Elvershausen ist geprägt durch ein vielfältiges Vereins- und Verbandswesen:
- Angelsportverein
- Brieftaubenzuchtverein „Kehre Wieder“
- DRK-Ortsverein
- Feldmarksgenossenschaft
- Freiwillige Feuerwehr mit Jugendabteilung
- Handwerker Bildungsverein
- Junggesellencorps
- Kyffhäuser Kameradschaft
- Männergesangverein
- Mini-Fußball-Club
- Realgemeinde
- Sozialverband
- Trägerverein Mehrzweckhalle
- Der Turn- und Sportverein, als größter Ortsverein gliedert sich in sich die Sparten:[10]
  - Frauengymnastik
  - Fußball
  - Kinderturnen
  - Laufgruppe „Rhumesprinter“
  - Männerturnen
  - Tennis
  - Tischtennis
  - Wandern

Südlich der Rhume werden vom Sportverein ein Fußballplatz und zwei Tennisplätze unterhalten. Die Kyffhäuserkameradschaft verfügt über einen Schießstand für Luftgewehre.
Neben den anerkannten Vereinen und Verbänden bestehen noch einige Gruppen und Interessenvereinigungen, die nicht offiziell in das Vereinsregister eingetragen sind.

## Wirtschaft und Infrastruktur

### Unternehmen
Wirtschaftlich haben sich einige kleine und mittlere Unternehmen aus den Bereichen Handwerk, Industrie und Dienstleistungen angesiedelt. In der Landwirtschaft hat sich neben der Pferde-, Rinder- und Schweinezucht ein Schwerpunkt im Bereich Schafzucht herausgebildet.

### Öffentliche Einrichtungen
Als Veranstaltungsorte für Feste und Feiern stehen den Einwohnern ein Dorfgemeinschaftshaus und die Mehrzweckhalle zur Verfügung. Zudem kann der Saal der Gaststätte „Zum braunen Hirsch“ gemietet werden. Der Grillplatz „Einigkeit Taake“ wird durch eine private Initiative betrieben.

## Persönlichkeiten
Söhne und Töchter des Ortes
- August Beuermann (1867–1930), Politiker (DVP)